# Матхука
Матхука́ (кабард.-черк. Матхукъуэ) — река в республике Кабардино-Балкария. Протекает по территории Баксанского района. Устье реки находится в 47 км по правому берегу реки Куркужин. Длина реки составляет 12 км, площадь водосборного бассейна 49,1 км². В 4,6 км от устья, по левому берегу реки впадает река Гуашипсина.

## Данные водного реестра
По данным государственного водного реестра России относится к Западно-Каспийскому бассейновому округу, водохозяйственный участок реки — Малка от Кура-Марьинского канала и до устья, без реки Баксан. Речной бассейн реки — Реки бассейна Каспийского моря междуречья Терека и Волги.
Код объекта в государственном водном реестре — 07020000812108200004399.